# Камено
Камено (болг. Камено) — город в Бургасской области Болгарии. Административный центр общины Камено. Находится примерно в 16 км к северо-западу от центра города Бургас. По данным переписи населения 2011 года, в городе  проживало 4336 человек.

## Население
| Год     | 1934 | 1946 | 1956 | 1965 | 1975 | 1985 | 1992 | 2001 | 2011 |
| ------- | ---- | ---- | ---- | ---- | ---- | ---- | ---- | ---- | ---- |
| Жителей | 3391 | 3870 | 4672 | 6138 | 5178 | 5312 | 5391 | 5138 | 4336 |

| Национальность  | Человек | Процент |
| --------------- | ------- | ------- |
| болгары         | 3383    | 86,7%   |
| турки           | 32      | 0,82%   |
| цыгане          | 379     | 9,71%   |
| другие          | 46      | 1,18%   |
| не определились | 62      | 1,59%   |
| Всего ответов   | 3902    |         |

|  |